# Tesouro Direto
Tesouro Direto é um programa da Secretaria do Tesouro Nacional do Brasil lançado em 7 de janeiro de 2002 em parceria com a B3 (antiga BM&F Bovespa) com o objetivo de democratizar a compra e venda de títulos públicos federais para pessoas físicas de forma 100% online.
Os títulos públicos federais são ativos de renda fixa emitidos pelo Tesouro Nacional sob a forma escritural (meio eletrônico) ao público para financiamento do Déficit Orçamentário Geral da União e da Dívida Pública Federal, e custodiados por Central Depositária especializada e habilitada.
A partir da implantação do Tesouro Direto, os poupadores ganharam uma forma alternativa e democrática de aplicação dos seus recursos com rentabilidade e segurança do governo federal. Além disso, os investidores se beneficiam de poder administrar diretamente seus próprios recursos, adequando os prazos e indexadores dos títulos aos seus interesses, pois até então, pessoas físicas só podiam investir em títulos públicos indiretamente através de fundos de investimentos. O Programa apresenta vantagens significativas de custos e de flexibilidade na escolha dos títulos públicos em termos de indexadores e prazos.

## Compras

### Requisitos básicos
Para adquirir títulos públicos no Tesouro Direto é necessário possuir Cadastro de Pessoa Física (CPF) regular e conta-corrente em qualquer instituição habilitada no programa.

### Cadastramento
Primeiramente, o investidor deve se cadastrar em um dos Agentes de Custódia habilitados. Há uma lista disponível no site do Tesouro Direto com o nome de todos os agentes cadastrados.
Após o cadastro, o comprador receberá uma senha provisória via e-mail. O investidor deve acessar a área restrita do Tesouro com essa senha. O login de acesso ao sistema é o CPF do comprador. No primeiro acesso, o sistema pedirá uma nova senha, a critério do investidor. A nova senha será definitiva para operar no Tesouro Direto. Muitos agentes de custódia implementaram interfaces gráficas que possibilitam a compra e venda por uma plataforma mais amigável.

### Modalidades de compra
Há três formas de compra de títulos:
1. A primeira é a compra direta no site do Tesouro Direto. O investidor, com sua senha pessoal, acessa o ambiente restrito do site e realiza as negociações. Aqui é importante salientar que mesmo que a operação seja feita diretamente pelo site do Tesouro Direto é necessário que o investidor possua conta ativa em algum Agente de Custódia autorizado a operacionalizar títulos públicos federais pelo programa do tesouro direto.
2. A segunda é a compra realizada por meio de um Agente de Custódia. O comprador autoriza o Agente a realizar transações de compra e venda de títulos em seu nome.
3. A última é a compra direta no site do Agente de Custódia. Alguns bancos e corretoras habilitados integram seus sites ao do Tesouro Direto. Desta forma, as negociações de títulos podem ser feitas no site da instituição, em tempo real, com os mesmos preços e taxas do Tesouro Direto.

Após a confirmação de compra, não há possibilidade de cancelamento da operação. 
Ao adquirir o título, é importante verificar qual é a sua data de vencimento, isto é, quando o investidor irá receber dinheiro de volta. Dependendo  do papel, é possível saber até quanto o investidor ganhará. Além disso, no Tesouro Direto é possível vender seus títulos antes da data e reaver o dinheiro, porém o valor da venda é levemente menor do que o valor de compra, tendo uma leve perda ao se desfazer a posição.

### Formas de pagamento
O pagamento é feito um dia após a data de compra e os recursos devem estar disponíveis na conta do Agente. Os títulos comprados devem ser pagos com recursos alocados na conta do Agente de Custódia.
Caso os recursos não estejam disponíveis na conta do Agente de Custódia até a data-limite, o investidor será considerado inadimplente. Na primeira vez, o investidor fica suspenso por trinta dias, ou seja, não pode efetuar nenhuma compra no Tesouro Direto durante este período. Se houver reincidência, o tempo de suspensão será de seis meses. Na segunda reincidência, o investidor será suspenso por três anos. Após este período o investidor poderá continuar efetuando compras no Tesouro Direto. Para solicitar a anistia da suspensão no Tesouro Direto, o investidor deve entrar em contato com seu Agente de Custódia e explicar o motivo do não pagamento da compra. Em seguida, o Agente de Custódia entrará em contato com a CBLC para solicitar a anistia. Porém, a decisão cabe ao Tesouro Nacional.

### Limites de compra
O investidor pode comprar um centésimo (0,01) de um título desde que não seja inferior a R$ 30,00.
O limite mínimo de compra por investidor é R$ 30,00 e o máximo de R$ 1 milhão por mês. Não há limites quanto à manutenção de estoque de títulos públicos, ou seja, o investidor pode acumular o valor referente à aquisição do limite máximo de R$ 1 milhão todos os meses. Nos meses de pagamento de juros e resgate dos títulos públicos adquiridos no Tesouro Direto, o valor resgatado ou pago em juros é somado ao limite máximo mensal de R$ 1 milhão por mês.

## Vantagens
Ao investir no Tesouro Direto, o comprador realiza o próprio investimento de acordo com as características individuais de aversão ao risco e levando em conta as preferências por prazo e risco.
Algumas vantagens são:
1. Excelente opção em termos de rentabilidade;
2. Taxas de custódia muito baixas;
3. Possibilidade de diversificar os investimentos, obtendo variadas rentabilidades, como pós-fixadas (pela taxa básica da economia), prefixadas e remuneradas por índices de preços como o IPCA;
4. Opção da poupança de longo prazo, ao optar por títulos remunerados por índices de preços, obtendo rentabilidade real significativa;
5. Os investimentos podem ser gerenciados com comodidade, segurança e tranquilidade;
6. A liquidez é garantida pelo Tesouro Nacional;
7. O investidor tem maior poder de tomada de decisão e controle do patrimônio;
8. Os títulos públicos são considerados investimentos de baixíssimo risco pelo mercado financeiro, pois contam com garantia do Tesouro Nacional.

## Quantidade de investidores
Em outubro de 2016 o Tesouro Direto ultrapassou a marca de 1 milhão de inscritos no programa.
Em dezembro de 2018 foi atingida a marca de 3 milhões de usuários inscritos no Tesouro Direto.
Em setembro de 2019 foi atingida a marca de 5 milhões de usuários inscritos no Tesouro Direto.
Ao final de 2022, vinte e um anos após a criação do programa, o Tesouro Direto contava com mais de 22 milhões de investidores cadastrados.
Investidores cadastrados no Tesouro Direto (em milhares)

## Títulos disponíveis
O Tesouro Direto oferece às pessoas físicas os mesmos títulos ofertados às instituições financeiras durante os leilões. São eles:
1. Tesouro Prefixado (antiga Letras do Tesouro Nacional - LTN): títulos com rentabilidade definida (taxa fixa) no momento da compra. Você sabe antes quantos reais vai ganhar até o vencimento.
2. Tesouro Selic (antiga Letras Financeiras do Tesouro - LFT): títulos com rentabilidade diária vinculada à taxa de juros básica da economia (taxa média das operações diárias com títulos públicos registrados no sistema SELIC, ou, simplesmente, taxa Selic).
3. Tesouro IPCA+ com juros semestrais (antiga Nota do Tesouro Nacional série B - NTN-B): título com rentabilidade vinculada à variação do IPCA, acrescida de juros definidos no momento da compra. Ideal para formar poupança de médio e longo prazo, garantindo seu poder de compra. Paga juros semestrais.
4. Tesouro IPCA+ (antiga Nota do Tesouro Nacional - NTN-B Principal): título com rentabilidade vinculada à variação do IPCA, acrescida de juros definidos no momento da compra. Não há pagamento de cupom de juros semestral e é ideal para formar poupança de médio e longo prazo, garantindo seu poder de compra.
5. Tesouro Prefixado com juros semestrais (antiga Nota do Tesouro Nacional série F - NTN-F): título com rentabilidade prefixada, definida no momento da compra. Paga juros semestrais.
6. Tesouro Renda+ (NTN-B1)ː criado como instrumento para auxiliar no planejamento da aposentadoria, o  título tem rentabilidade vinculada à variação do IPCA, acrescida de juros definidos no momento da compra. A modalidade prevê um período de acumulação, no qual ocorre o aporte de recursos, ou seja, a formação de uma poupança para o futuro; e outro de conversão, no qual o investidor recebe de volta o montante aplicado ao longo dos anos, acrescido dos juros e correção da inflação. O valor investido é pago ao longo de 20 anos, em 240 parcelas mensais. [7]
7. Tesouro Educa+ (NTN-B1)ː criado como instrumento para auxiliar no planejamento para custeio dos estudos. Assim como no Tesouro Renda+,  a modalidade prevê um período de acumulação, no qual ocorre o aporte de recursos, ou seja, a formação de uma poupança para o futuro; e outro de conversão, no qual o investidor recebe de volta o montante aplicado ao longo dos anos, acrescido dos juros e correção da inflação. O valor investido é pago ao longo de 5 anos, em 60 parcelas mensais. [8]

O Tesouro também ofertava a Nota do Tesouro Nacional - série C (NTN-C), um título semelhante às NTN-B, mas indexado ao IGP-M, outro índice de inflação. Contudo desde 2007 o Tesouro não oferta mais este título.
Vale salientar que os títulos do tesouro, exceto o Tesouro Selic, possuem marcação a mercado, isso significa que suas taxas flutuam de acordo com a expectativa de juros futuros e que as taxas são inversamente proporcionais aos preços dos títulos, ou seja, quando a taxa de um determinado título sobe, seu preço cai e quando a taxa cai, seu preço sobe. Isso abre margem para um certo tipo de especulação no tesouro direto, onde muitos investidores se aproveitam das oscilações das taxas por conta da marcação a mercado para obterem lucros maiores sem terem de levar os títulos até o vencimento. O Tesouro Selic, por não possuir marcação a mercado é considerado o título mais conservador. Além disso, pelo fato de possuir liquidez em D+1 esse título serve como uma boa porta de entrada para novos investidores que buscam alternativas mais rentáveis à poupança.

## Taxas e tributos
As compras de títulos realizadas no Tesouro Direto estão sujeitas ao pagamento de taxas de serviços. São 2 as taxas cobradas no Tesouro Direto. Uma é a taxa de custódia da B3 sobre o valor dos títulos, referente aos serviços de guarda dos títulos e às informações e movimentações dos saldos, que é cobrada semestralmente, no primeiro dia útil de janeiro ou de julho, ou na ocorrência de um evento de custódia (pagamento de juros, venda ou vencimento do título), o que ocorrer primeiro. Essa taxa é cobrada proporcionalmente ao período em que o investidor mantiver o título, e é calculada até o saldo de R$1.500.000,00 por conta de custódia.
A partir de 1º de janeiro de 2019, a taxa de custódia no Tesouro Direto passou de 0,30% para 0,25 ao ano.
No caso em que, no semestre, a soma do valor da taxa de custódia da B3 e da taxa do Agente de Custódia for inferior a R$10,00, o valor das taxas será acumulado para a cobrança no semestre seguinte, no primeiro dia útil de janeiro ou de julho, ou na ocorrência de um evento de custódia (pagamento de juros, venda ou vencimento do título), o que ocorrer primeiro.
A segunda taxa pode ser cobrada pelos agentes de custódia pela execução dos serviços prestados e é acordada livremente com os investidores. As taxas cobradas pelas instituições estão disponíveis para consulta no site do Tesouro Direto. O investidor deve confirmá-las no momento da contratação. Entretanto cada vez mais os agentes de custódia estão isentando esta taxa.
Assim, no momento da operação de compra o investidor pagará o valor da transação (preço unitário do título vezes a quantidade adquirida) mais a taxa do Agente de Custódia referente ao primeiro ano de custódia. Caso o título tenha vencimento inferior a um ano, a taxa do agente de custódia será proporcional ao prazo do título. A taxa de custódia da B3 será provisionada diariamente a partir da liquidação da operação de compra (D+2).
Caso a pessoa aplique seu dinheiro por meio de um fundo de investimentos, ela também sofrerá a incidência da taxa de administração daquele fundo.
As compras feitas antes de 6 de abril de 2009 continuam com a regra anterior de cobrança das taxas, ou seja, na venda, ou no pagamento de juros, ou no encerramento da posição do investidor. Porém, a partir dessa data, o investidor também será beneficiado com a redução da taxa utilizada no cálculo diário sobre compras feitas há mais de um ano, que passa de 0,40% para 0,30% ao ano.
A incidência de imposto segue a tabela regressiva, começando em 22,5% e sendo reduzida até 15% dos ganhos em 720 dias. Com relação aos cupons de juros das Notas do Tesouro Nacional, serão aplicadas as alíquotas do Imposto de Renda previstas, com o prazo contado a partir da data de início da aplicação.
Ainda há a incidência de IOF caso os títulos sejam vendidos em menos de 30 dias.
A Lei nº 11.033, de 21 de dezembro de 2004, alterou a tributação incidente sobre as operações do mercado financeiro e de capitais, incluindo as alíquotas de Imposto de Renda na fonte incidentes sobre os rendimentos do Tesouro Direto. De acordo com a redação legal, as alíquotas válidas a partir de 1º de janeiro de 2005 são as seguintes:
I – 22,5% (vinte e dois inteiros e cinco décimos por cento), em aplicações com prazo de até 180 (cento e oitenta) dias;
II – 20% (vinte por cento), em aplicações com prazo de 181 (cento e oitenta e um) dias até 360 (trezentos e sessenta) dias;
III – 17,5% (dezessete inteiros e cinco décimos por cento), em aplicações com prazo de 361 (trezentos e sessenta e um) dias até 720 (setecentos e vinte) dias;
IV - 15% (quinze por cento), em aplicações com prazo acima de 720 (setecentos e vinte) dias.
No caso de aplicações existentes em 31 de dezembro de 2004:
I – os rendimentos produzidos até essa data serão tributados à alíquota de 20% sobre o ganho de capital;
II – em relação aos rendimentos produzidos em 2005, os prazos a que se referem as alíquotas decrescentes serão contados a partir:
a) de 1º de julho de 2004, no caso de aplicação efetuada até 22 de dezembro de 2004; e
b) da data da aplicação, no caso de aplicação efetuada após 22 de dezembro de 2004.
O Tesouro Nacional não pode afirmar se haverá ganho ou perda financeira no caso de venda antecipada, dependerá das condições de mercado na referida data. Cabe ressaltar que se o investidor "carregar" os títulos de sua carteira até a data de vencimento, receberá exatamente a rentabilidade bruta informada no momento da compra.

### Novo extrato
O Tesouro Nacional, em parceria com a B3, lançou no dia 13 de novembro de 2009 o novo extrato do Tesouro Direto. Em linha com a diretriz de aprimoramento contínuo do Programa, em especial o aumento de sua transparência e facilidade para os investidores, o novo extrato vem ao encontro das suas necessidades, ao disponibilizar um maior número e um melhor detalhamento das informações sobre suas aplicações.
Sua elaboração contou com a participação de um grupo de profissionais diretamente ligados ao Tesouro Direto, por parte do Tesouro Nacional e da BM&FBOVESPA, o que permitiu a construção de uma ferramenta abrangente e com novas funcionalidades, disponibilizando aos participantes do Programa informações sobre seu investimento de maneira clara e objetiva.
Nas telas do novo extrato constam campos adicionais que possibilitarão ao investidor consultar detalhes sobre a movimentação financeira, como os preços dos títulos adquiridos e as taxas contratadas pelo investidor no momento da compra. O extrato disponibilizará ainda os valores iniciais de aplicação, os valores referentes ao Imposto de Renda e ao IOF, assim como as taxas devidas à B3 e à sua instituição financeira.
Outra novidade é a presença de informações sobre a rentabilidade bruta da aplicação para diferentes períodos. O investidor poderá consultar qual o rendimento de sua aplicação em um determinado mês ou ano, nos últimos 12 meses e também a rentabilidade acumulada desde a data da compra. Todas essas informações estarão disponíveis por título e compra, separadas por instituição financeira. Com isso, o investidor terá acesso aos dados referentes a impostos, taxas devidas, valores investidos e rentabilidades para cada compra, ou seja, poderá fazer distinção entre títulos iguais, porém adquiridos em períodos distintos.
Para consultar o extrato, basta entrar no site do Tesouro Direto com sua senha ou no site da instituição financeira, caso esta tenha seu sistema integrado. O extrato poderá ser visualizado em tela, impresso e exportado para planilhas eletrônicas.